# День солдата (Бразилия)
День солдата — памятная дата в Бразилии, приходящаяся на 25 августа. Дата посвящена дню рождения маршала Луиса Алвеша де Лима-э-Сильва, покровителя бразильской армии , получившего прозвище «миротворец» после подавления восстаний против имперского режима.